# Бенуа, Петер
Петер Леонард Леопольд Бенуа (нидерл. Petrus Leonardus Leopoldus (Peter) Benoit; 17 августа 1834, Харелбеке — 8 марта 1901, Антверпен) — фламандский композитор, дирижёр и музыкальный педагог. Основатель консерватории Антверпена.

## Биография
Петер Леонард Леопольд Бенуа родился в Харелбеке, Фландрия, Бельгия, в 1834 году. Музыкальное образование получил в Брюссельской консерватории, где учился в классе Ж. Фети.
В 1857 году за кантату «Убийство Авеля» был удостоен Римской премии, дававшей право на оплату заграничной поездки. Отправившись в Германию, стал приверженцем Вагнера и Листа. Затем поселился в Париже, где в 1862 году стал дирижёром Театра де Буф Паризьен (Théâtre des Bouffes Parisiens).
В следующем году вернулся в Брюссель и добился огромного успеха с его «Quadrilogie Religieuse» для хора и оркестра, а в 1866 году ораторией «Люцифер». С этого момента композитор отошел от сочинения инструментальной музыки и сосредоточился исключительно на вокальной и хоровой музыке на мотивах фламандской народной музыки и фламандских текстов.
В 1867 году основал фламандскую музыкальную школу в Антверпене, которая в 1898 году была реорганизована в Королевскую фламандскую консерваторию. Её директором Бенуа был до самой смерти, его учеником и основным продолжателем был Констант Ленартс.
Бенуа — один из виднейших бельгийских композиторов XIX века и зачинатель фламандского движения в национальной музыке. Его оперы, хоры, песни написаны на фламандские сюжеты и стихи, ряд произведений построен на мотивах фламандской народной музыки. В числе лучших сочинений Бенуа — опера «Деревня в горах» (1856), оратории «Люцифер» (1866), «Шельда» (1869), «Рубенс» (1877).
Похоронен на антверпенском кладбище Схонселхоф.
Изображен на бельгийской почтовой марке 1934 года.

## Избранные музыкальные произведения

### Оперы
- 1855 De Belgische Natiе
- 1856 Het dorp in 't gebergte
- 1859 De Elzenkoning — Le Roi des Aulnes
- 1864 Isa
- 1876 Charlotte Corday
- 1876 De Pacificatie van Gent
- 1892 Karel van Gelderland
- 1893 Het Meilief
- 1895 Pompeïa

### Оратории
- 1857 Abels moord
- 1865 Prometheus
- 1865 Lucifer
- 1868 De Schelde
- 1873 De Oorlog
- 1889 De Rijn

### Кантаты
- 1857 Le Meurtre d’Abel
- 1874 De Vlaamsche Leeuw
- 1874 Feestmarsch
- 1875 De Leie
- 1877 Vlaanderens kunstroem
- 1878 De Wereld in!
- 1880 Hucbald
- 1880 Breidel-marsch
- 1880 Triomfmarsch
- 1880 De muze der geschiedenis
- 1882 Hymnus aan de Schoonheid
- 1884 Kinderhulde aan een Dichter
- 1885 Feestzang
- 1885 Domine salvum fac regem en Brabançonne.
- 1886 Treur- en triomfzang
- 1887 Stichting van het Gemeentehuis te Schaarbeek
- 1888 Heilgroet aan den Hoogachtbaren Heer
- 1893 Goedheil
- 1897 Volkshulde aan een Dichter.

### Для оркестра
- 1865 Симфоническая поэма для флейты с оркестром
- 1866 Симфоническая поэма для фортепиано с оркестром